# Жун Цзыхэ
Жун Цзыхэ́ (кит. 戎子和, пиньинь Róng Zǐhé; 1906, провинция Шаньси, Империя Цин — 20 марта 1999, Пекин) — китайский государственный деятель, и. о. министра финансов КНР (1952—1953).

## Биография
Имя при рождении У Шэн.
В 1936 году вступил в Коммунистическую партию Китая. Участник японо-китайской войны. Служил заместителем начальника Шаньси-Хэбэй-Хэнань-Шаньдунского освобождённого района (晋冀鲁豫边区).
В 1948 году — министр финансов Народного правительства Северного Китая. В 1949 году был назначен заместителем министра финансов КНР.
В 1952—1953 годах исполнял обязанности министра финансов КНР.
В период «Культурной революции» занимал пост советника в министерстве финансов КНР.
В 1978—1988 годах избирался членом Постоянного комитета НПКСК.
Умер 20 марта 1999 года от болезни в Пекине в возрасте 93 лет. Как партийные, так и государственные лидеры выразили соболезнования их семьям в различных формах.